# Elisa Facio
Elisa Facio es una ingeniera, funcionaria y política uruguaya. Fue Ministra de Industria, Energía y Minería de Uruguay desde el 6 de noviembre de 2023 hasta el 1 de marzo de 2025.

## Vida
Facio asistió a la Universidad de la República, donde estudió ingeniería informática. Se graduó y luego realizó una maestría en la misma universidad antes de convertirse en ingeniera en informática.
Fue directora general del Ministerio de Industria, Energía y Minería antes de su nombramiento como ministra de Industria, Energía y Minería de Uruguay en noviembre de 2023 por el presidente de la república. Se incorporó al Gabinete del presidente Luis Alberto Lacalle Pou,  en reemplazo de Omar Paganini, quien fue ascendido a canciller. La reestructuración del gabinete fue necesaria debido al escándalo asociado con la renuncia repentina de Francisco Bustillo.
Las responsabilidades de Facio están incluidas en su título laboral, pero también es responsable de la propiedad intelectual y del uso médico de la tecnología nuclear. Ha hablado sobre las oportunidades para desarrollar fuentes de energía alternativas, incluida la eólica, la solar y el hidrógeno. Uruguay está trabajando en estas áreas pero sólo ha explotado una pequeña fracción de lo que es posible. La falta de financiación los frena y ella ve a otros países, incluso los europeos, como posibles inversores. En noviembre de 2023 viajó a China.
En mayo de 2024 participó con una delegación de Uruguay en la Cumbre Mundial del Hidrógeno en Rotterdam. Explicó sus ambiciones en apoyo de la descarbonización para 2050. Se ha creado un programa de Centro de Innovación para hacer realidad estas ambiciones.
En octubre de 2024 declaró a la amatista como piedra nacional de Uruguay. Señaló que las exportaciones del país incluyeron 60 millones de dólares obtenidos de la exportación de amatista y que la industria creó 2.000 puestos de trabajo.